# 삼승초등학교
삼승초등학교는 대한민국 충청북도 보은군 삼승면 남부로 3702 (상가리)에 있었던 공립 초등학교이다.

## 학교 연혁
- 1923년 6월 19일 삼승공립보통학교 개교(설립인가 3월 2일)
- 1938년 4월 1일 삼승공립심상소학교 개칭
- 1941년 4월 1일 삼승공립국민학교로 개칭
- 1950년 9월 1일 삼승국민학교로 개명
- 1962년 12월 20일 송죽분교장, 원남분교장 설치 인가
- 1964년 3월 1일 29학급 편성
- 1965년 4월 1일 판동국민학교 분리
- 1968년 3월 2일 송죽국민학교 분리
- 1984년 3월 6일 병설유치원 개원
- 1996년 3월 1일 삼승초등학교로 개칭
- 2005년 2월 14일 제80회 졸업 (졸업생수 5,897명)
- 2005년 3월 1일 제21대 김영진 교장 부임
- 2007년 3월 1일 판동초등학교로 통폐합